# Nasreen Mohamedi
Nasreen Mohamedi (Karachi, India, (actual Pakistán) 1937- Baroda, India,1990) fue una artista india especialmente conocida por sus dibujos basados en líneas y, hoy en día, es considerada una de las artistas modernas más importantes de su país. Su trabajo ha sido exhibido en el Museo de Arte Moderno (MoMA) de Nueva York, el Museo de Arte Kiran Nadar de Nueva Delhi, Documenta de Kassel, Alemania, Museo Nacional Centro de Arte Reina Sofía de Madrid. Hoy, Mohamedi es considerada una de las principales figuras del arte del siglo XX.

## Trayectoria
Mohamedi vivió desde sus primeros años una vida cosmopolita. Nació en la familia de élite Tyabji, fue uno de los ocho hijos de la familia Suleymani Bohra. Su madre murió cuando ella era muy joven. Su padre era dueño, entre otras empresas, de una tienda de equipos fotográficos en Baréin. Su familia se mudó a Mumbai en 1944, y más tarde Mohamedi asistió, de 1954 a 1957, a la St. Martin's School of the Arts en Londres. Después de vivir brevemente con su familia en Baréin, Mohamedi estudió con una beca en París de 1961 a 1963, donde también trabajó en un taller de grabado y, a su regreso a la India, se unió al Instituto Bhulabhai para las Artes en Mumbai. Allí conoció a otros artistas como VS Gaitonde, MF Husain y Tyeb Mehta. Algún tiempo después se realizó su primera exposición individual  en la Galería 59. Fue en Mumbai donde conoció al abstraccionista Jeram Patel, quien se convirtió en su amigo y colega.
Se instaló en Baroda en 1972, donde enseñó Bellas Artes en la Universidad Maharaja Sayajirao, y continuaría enseñando hasta su muerte en 1990. También viajó mucho al extranjero, pasando tiempo en Kuwait, Baréin, Japón, Estados Unidos, Turquía e Irán. Los viajes fueron una fuente esencial de inspiración para Mohamedi, quien fotografió y escribió diarios a lo largo de su vida. No solo estuvo influenciada por los desiertos, la arquitectura islámica y la estética zen, a la que estuvo expuesta durante sus viajes, sino que, como señala Susette Min, "Mohamedi era profunda e intensamente consciente, como se indica en sus fotografías y entradas de su diario, de sí misma y de su cuerpo moviéndose en el tiempo". Durante la última década de su vida, las funciones motoras de Mohamedi se deterioraron gradualmente cuando se enfrentó  a un raro trastorno neurológico similar a la enfermedad de Parkinson, llamado corea de Huntington; sin embargo, pudo mantener el control de su mano dibujando y continuó creando el trabajo preciso y meticuloso por el que se hizo conocida, hasta su muerte a los 53 años.

## Influencias
En Occidente, Mohamedi se compara con frecuencia con Agnes Martin. Aunque el uso frecuente de cuadrículas y líneas recuerdan el trabajo de Martin, sin embargo, la propia artista no supo de la pintora estadounidense hasta una edad avanzada de su vida.
Se sabe que conoció a muchos de los principales artistas de la India en las décadas de los 60 y 70, siendo sus mentores VS Gaitonde y Tyeb Mehta. También se relacionó con artistas como MF Husain, Bhupen Khakhar, Ghulam Mohammed Sheikh y Arpita Singh, sin embargo creó su propio estilo.  Aunque en ese momento la tendencia era hacia lo figurativo o representativo, ella persistió en su búsqueda de un vocabulario personal a través del cual veía el mundo.
En sus diarios, Mohamedi mostró admiración y reconoció la influencia en su obra de Kasimir Malevich y Wassily Kandinsky. Su trabajo se vincula al constructivismo y al suprematismo, por su lenguaje geométrico, además el lirismo de su obra parece haber sido influenciado por los aspectos poéticos y espirituales de Paul Klee y Wassily Kandinsky. Sobre este pintor, la artista escribió en 1970 en su diario: "Una vez más, Kandinsky me tranquiliza: la necesidad de tomar de un entorno externo y traerlo como una necesidad interna".
También se la asocia con el minimalismo estadounidense de las décadas de 1960 y 1970 y se la compara con artistas como Carl Andre, Ad Reinhardt, Barnett Newman, Mark Rothko, Richard Tuttle y John Cage. Aunque formalmente no está tan relacionada con su trabajo, Eva Hesse también ha brindado un ejemplo comparativo esclarecedor para Mohamedi, especialmente en el carisma y la sensibilidad que mostró como maestra y mentora.
Sus numerosos viajes tuvieron una gran influencia en su obra. Conoció a los artistas y movimientos de Europa y Estados Unidos y quedó fascinada por las tradiciones orientales en sus visitas a Asia. La emotividad de su trabajo está influida por el lirismo Sufí, mientras que su combinación de geometría y líneas arabescas surge de su contacto con el diseño islámico, especialmente la arquitectura de Irán, Turquía y Rajasthan. También tiene influencia del budismo zen, que abrazó espiritualmente, particularmente su contrapunto rítmico de espacios positivos y negativos. El tiempo que pasó en las regiones desérticas de Baréin y Kuwait se ha citado como fuente de la geometría sobria de su trabajo. También se sabe que estaba interesada en tejer, varias de sus fotografías muestran telares y maquinaria textil, un interés que aparece en la textura estampada y las líneas que se cruzan en su trabajo cuadriculado.

## Obra
En algunos de los primeros trabajos, se pueden ver intentos de capturar la forma humana. Para sus bocetos, utilizó diversas técnicas como carboncillo, acuarela, óleo, lápiz y grafito pero su preferida fue el lápiz sobre papel. Dibujó líneas delicadas pero deliberadas. Experimentó con formaciones en forma de cuadrícula y gradaciones variables en ángulos agudos. Lo que se destacó en sus obras fue su percepción de la luz y la sombra.

Su obra no encajaba fácilmente en las formulaciones del modernismo indio por lo que era consciente de que quizá iba a tener que esperar “toda una vida” a que su obra se entendiera con claridad. La espera se refiere además a su forma de entender la vida, que a menudo procede de su observación de la naturaleza  en el día a día; en la naturaleza las cosas se mueven en ciclos, con reglas y algún orden subyacente
Robina Karode sobre la obra de Nasreen Mohamedi, entrevista realizada por la Radio del Museo Reina Sofía.

Aunque es difícil ubicar temporalmente su trabajo ya que dejaba piezas sin título ni fecha, muchos críticos han segmentado su obra en tres períodos generales: un período temprano de bocetos y collage semi-representativo de la década de 1950 a mediados de la década de 1960, un período clásico de formas cada vez menos representativas, incluidos sus dibujos característicos basados en cuadrículas y un estilo maduro en pluma y tinta. Aunque su trabajo, especialmente los dibujos de madurez de las décadas de 1970 y 1980, es disciplinado, incluso austero, sigue siendo muy rítmico: libera la energía y el movimiento de los fenómenos naturales a través de la línea. La cuadrícula, que tan a menudo proporciona un entorno espacial para sus dibujos, es menos una limitación que un marco para sus composiciones, lo que permite, en palabras de Deepak Talwar, que surja la "poesía dentro de la estructura".

### Fotografía
A partir de la década de 1950 y principios de la de 1960, comenzó a fotografiar el entorno que la rodeaba, no solo durante sus viajes, sino también en el transcurso de su vida diaria. Sin embargo, sus fotografías fueron más que documentales;  y las de la década de 1980, así como su último trabajo en pluma y tinta, se abstraen hasta el punto de volverse no figurativas. Su amiga e historiadora de arte Geeta Kapur ha situado las fotografías de Mohamedi entre lo artístico y lo real, afirmando que crean "una alegoría de (des)ubicación entre el sujeto y el objeto".
Sus fotografías nunca fueron expuestas en vida de la artista. La primera exposición del trabajo fotográfico de Mohamedi fuera de la India fue en 2003, en Talwar Gallery en Nueva York. Su fotografía se basó en temas como paisajes desérticos, paisajes marinos, patrones de tejido, la arquitectura de Fatehpur Sikri y estructuras modernas.

## Exposiciones individuales
2020
Talwar Gallery, Pull with a Direction, Nueva York, NY, EE. UU
2016
El Museo Metropolitano de Arte, Nasreen Mohamedi, MET Breuer, Nueva York, NY, EE. UU
2015
Museo Nacional Centro de Arte Reina Sofía, Nasreen Mohamedi, Madrid, España
2014
Tate, Nasreen Mohamedi, Liverpool, Reino Unido
2013
Talwar Gallery, Becoming One, Nueva York, NY, EE. UU.
Museo de Arte Kiran Nadar, Nasreen Mohamedi: una retrospectiva, Nueva Delhi, India
2010
Kunsthalle Basilea, Nasreen Mohamedi, Basilea, Suiza
2009
Galería Milton Keynes, Nasreen Mohamedi, Milton Keynes, Reino Unido: Oficina de Arte Contemporáneo de Noruega, Nasreen Mohamedi: Notas -- Reflections on INdian Modernism Part 1), Oslo Noruega
2008
Talwar Gallery,  The Grid, Unplugged , Nueva York, NY, EE. UU
2005
Talwar Gallery, Drawing Center, Lines between Lines, Nueva York, NY, EE. UU
2003
Talwar Gallery, Photoworks, Nueva York, NY, EE. UU
1991
Galería de arte Jehangir, Nasreen en retrospectiva, Bombay, India
1961
Galería 59, Bombay, India

## Publicaciones
2005 : Nasreen Mohamedi: Lines among Lines,  Nueva York: The Drawing Center.
2008 : On Line: Drawing Through the Twentieth Century, Nueva York: Museo de Arte Moderno.
2009 : The Grid, Unplugged: Nasreen Mohamedi, Nueva York: Talwar Gallery